# Hesperis oblongifolia
Hesperis oblongifolia là một loài thực vật có hoa trong họ Cải. Loài này được Schur mô tả khoa học đầu tiên năm 1866.